# Повеља (часопис)
Повеља је часопис за књижевност, уметност и културу који излази на простору Републике Србије.

## Историјат
Први пут је штампан 1971. године у Краљеву у издању Културно-просветне заједнице Краљева.
Касније, 1985. године Народна библиотека „Стефан Првовенчани” Краљево је преузела издавање часописа "Повеља". Једно време часопис је излазио под именом "Повеља октобра".
До 2015. године објављено је 78 бројева. Прошле, 2014. године, је обележено 40 година континуираног излагања "Повеље".

## Редакција
Редакцију часописа увек су чинили истакнути књижевни ствараоци. Међу првима су Јован Марковић, Страхиња Војиновић а у новије време Драган Хамовић, Горан Петровић, Живорад Недељковић, Дејан Алексић.
Данас, редакција часописа уређује и припрема библиотеке:
- "Поезија данас"
- "Посед поетике",
- "Звоник"
- "Зборник"

Едиција „Поезија данас“ је једна од најбољих едиција у земљи која објављује песничке књиге.
До сада је у овим библиотекама објављено 150 наслова.
Часопис „Повеља“ излази три пута годишње. 